# Mustafa Hassan Zadeh
Mustafa Hassan Zadeh (* 25. Jänner 1996 in São Paulo) ist ein österreichischer Basketballspieler afghanischer Abstammung.

## Laufbahn
Zadeh entstammt einer afghanischen Familie, die über Russland und Kuba nach Brasilien kam, wo er geboren wurde, sowie später in europäischen Länder lebte und schließlich nach Österreich kam. Er wuchs in der Obersteiermark auf und spielte in der Jugend der Kapfenberg Bulls und nahm 2014 die österreichische Staatsbürgerschaft an. In der Saison 2014/15 schaffte er den Sprung in Kapfenbergs Bundesliga-Kader.
Im Spieljahr 2015/16 wurde Zadeh von Kapfenberg an den Zweitligisten Basket Flames Wien ausgeliehen. Am 14. Juli 2016 wurde er während eines Urlaubsaufenthalts in Nizza Augenzeuge des Anschlags auf der „Promenade des Anglais“.
In der Sommerpause 2016 nahm Zadeh ein Vertragsangebot des Bundesligisten BC Hallmann Vienna an. 2022 wurde er mit der Mannschaft österreichischer Meister und Pokalsieger.